# Мачковец (Кочевје)
Мачковец (словен. Mačkovec) је насељено место у општини Кочевје, регија Југоисточна Словенија, Словенија.

## Историја
До територијалне реорганизације у Словенији био је у саставу старе општине Кочевје.

## Становништво
У попису становништва из 2011. године, Мачковец је имао 32 становника.
| Број становника према пописима | Број становника према пописима | Број становника према пописима |
| ------------------------------ | ------------------------------ | ------------------------------ |
| 1991                           | 2002                           | 2011                           |
| 13                             | 30                             | 32                             |

## Галерија
- засеок Ловски Врх
- римокатоличка црква "Света Ана" у некадашњем селу кочевских Немаца, срушена 1950-их (фотографија снимљена око 1930. године)